# 129e division d'infanterie (France)
Pour les articles homonymes, voir 129e division d'infanterie.
 (juin 2022).
La 129e division d'infanterie est une division d'infanterie de l'armée de terre française qui a participé à la Première Guerre mondiale.

## Les chefs de corps
- 14 juin 1915 : général Nollet
- 31 décembre 1915 : général Garbit
- 30 juin 1917 - 24 février 1919 : général de Corn

## Composition

### Unités
- infanterie :

297e régiment d'Infanterie de juin 1915 à octobre 1918 (dissolution)
359e régiment d'Infanterie de juin 1915 à novembre 1918
106e bataillon de chasseurs à pied de juin 1915 à novembre 1918
114e bataillon de chasseurs à pied de juin 1915 à juin 1917 (transféré à la 5e division d'infanterie)
115e bataillon de chasseurs à pied de juin à août 1915 (transféré à la 47e division d'infanterie)
120e bataillon de chasseurs à pied de juin 1915 à novembre 1918
121e bataillon de chasseurs à pied de juin 1915 à novembre 1918
14e régiment de tirailleurs de marche de septembre à novembre 1918
1 bataillon de pionniers du 141e régiment d'infanterie territoriale d'août à novembre 1918
- cavalerie :

2 escadrons du 10e régiment de hussards de juin 1915 à janvier 1916
2 escadrons du 13e régiment de chasseurs à cheval de janvier à juillet 1916
2 escadrons du 6e régiment de hussards de juillet 1916 à janvier 1917
2 escadrons du 12e régiment de hussards de janvier 1917 à novembre 1918
- artillerie :

1 groupe de 75 du 44e régiment d'artillerie de juin 1915 à juillet 1917
1 groupe de 75 du 31e régiment d'artillerie de juin 1915 à juillet 1917
1 groupe de 90 du 24e régiment d'artillerie de janvier à juillet 1917
3 groupes de 75 du 231e régiment d'artillerie de juillet 1917 à novembre 1918
115e batterie de 58 du 44e régiment d'artillerie de juin 1915 à janvier 1918
101e batterie de 58 du 231e régiment d'artillerie de janvier à novembre 1918
8e groupe de 155 C du 114e régiment d'artillerie novembre 1918
- génie :

compagnie 21/2T du 11e régiment du génie de juin 1915 à décembre 1916
compagnie 21/52T du 11e régiment du génie de janvier 1916 à décembre 1917
compagnie 4/24 du 1er régiment du génie de juin 1915 à décembre 1917
compagnie 26/6 du 10e régiment du génie de janvier 1917 à novembre 1918
compagnie 14/3 du 4e régiment du génie de janvier à novembre 1918
détachement de transmissions du 8e régiment du génie de juin 1915 à novembre 1916

### Brigades

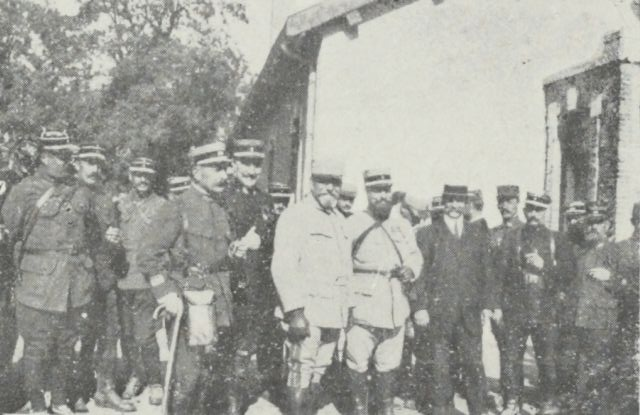
Le général de brigade Trouchaud, commandant la 5e brigade de chasseurs, visite le (1915).

De juin à août 1915, la 129e DI est organisée en deux brigades :
- 151e brigade d'infanterie : 297e et 359e RI,
- 5e brigade de chasseurs : 106e, 114e, 115e, 120e et 121e BCP.

En août 1915, les brigades sont réorganisées :
- 257e brigade : 359e RI, 106e et 120e BCP,
- 258e brigade : 297e RI, 114e et 121e BCP.

En juin 1917, les brigades sont dissoutes et l'infanterie divisionnaire regroupe toutes les unités d'infanterie, dont le 12e groupe de chasseurs qui regroupe les 106e, 120e et 121e BCP.

## Historique

### 1915
- constitution et concentration vers Bruyères entre le 15 et le 26 juin 1915.
- 26 juin - 20 juillet : mouvement vers la région de Plainfaing ; repos. Des éléments sont en secteur, vers Saint-Michel-sur-Meurthe (à la disposition de la 41e DI) et vers le Col de la Schlucht (à la disposition de la 47e DI)
- 20 juillet - 26 août : attaques françaises sur le Linge, puis, à partir du 4 août, occupation d'un secteur dans cette région.
- 26 août - 28 septembre : Retrait du front et repos vers Rambervillers. À partir du 5 septembre, transport par voie ferrée et par camions dans la région de Lunéville ; travaux. À partir du 26 septembre, transport par voie ferrée au camp de Châlons, vers le mont Frenet.
- 28 septembre - 25 octobre engagée dans la 2e Bataille de Champagne (combats au nord de la ferme des Wacques), puis occupation et organisation du terrain conquis.

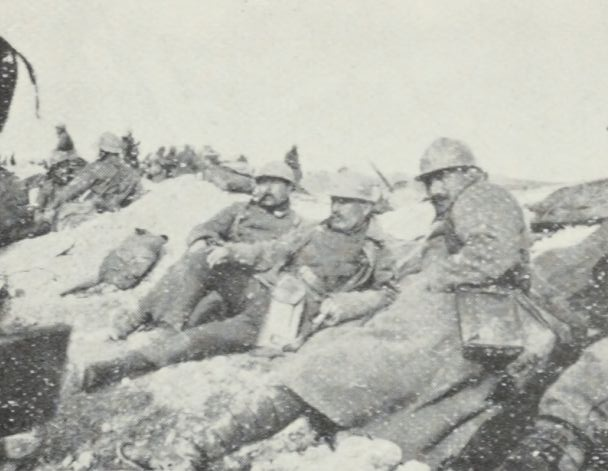
Chasseurs du en octobre 1915, avec le nouveau casque Adrian.

- 25 octobre 1915 - 15 février 1916 : retrait du front et transport par voie ferrée dans la région Bruyères, Corcieux ; repos et instruction. À partir du 17 décembre, éléments en secteur (avec la 41e DI vers Ban-de-Sapt, et, avec la 47e DI vers le Linge)

### 1916
- 15 février - 5 mars : regroupement dans la région de Bruyères ; repos. À partir du 23 février, mouvement, par Bruyères et Rambervillers, vers l'est de Lunéville, puis vers le nord de Nancy.
- 5 mars - 28 mai : occupation d'un secteur sur la Seille, entre Brin et Nomeny.
- 28 mai - 10 juin : retrait du front ; repos vers Vézelise. À partir du 6 juin, transport par voie ferrée dans la région de Ligny-en-Barrois.
- 10 juin - 3 juillet : mouvement vers la région de Verdun. Engagée, à partir du 23 (éléments dès le 14), dans la Bataille de Verdun, vers le bois d'Haudromont et la côte de Froideterre :

23 juin : violente attaque allemande sur la côte de Froideterre.
27 - 29 juin : front étendu, à droite, jusqu'à Fleury-devant-Douaumont.
- 3 - 14 juillet : retrait du front et regroupement vers Ligny-en-Barrois. À partir du 10 juillet, transport par voie ferrée dans la région de Toul ; repos.
- 14 juillet - 6 octobre : mouvement vers le front et occupation d'un secteur vers le bois le Prêtre et Fey-en-Haye.
- 6 octobre - 24 novembre : retrait du front ; repos et instruction vers Blénod-lès-Toul. À partir du 20 novembre, transport par voie ferrée dans la région de Crèvecœur-le-Grand ; repos.
- 24 novembre 1916 - 12 janvier 1917 : mouvement vers la région de Conty, puis, à partir du 22 décembre, occupation d'un secteur entre le nord de Barleux et le nord de Belloy-en-Santerre

### 1917
- 12 - 27 janvier : retrait du front, et transport par voie ferrée de Villers-Bretonneux à Bruyères et à Corcieux ; repos.
- 27 janvier - 4 mai : occupation d'un secteur entre le col de Sainte-Marie et la Chapelotte.
- 4 - 31 mai : retrait du front et instruction au camp d'Arches.

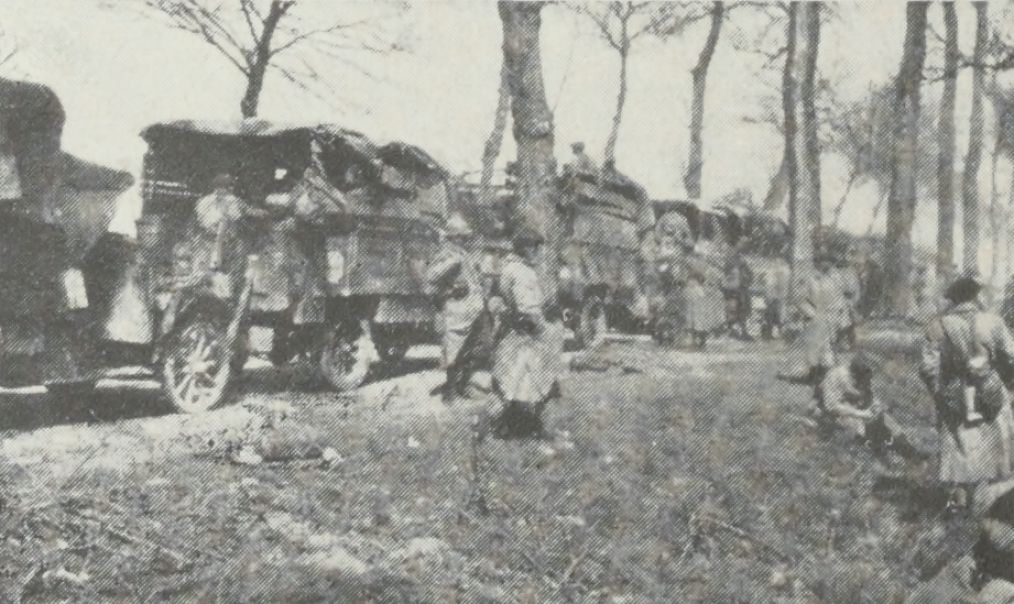
Transport de la division en camions, vers décembre 1917.

- 31 mai - 12 juin : transport par voie ferrée dans la région de Fère-en-Tardenois ; repos vers Viels-Maisons.
- 12 juin - 9 juillet : transport par camions vers l'Aisne, et, à partir du 14 juin, occupation d'un secteur entre l'Épine de Chevregny et le Panthéon : le 8 juillet, violente attaque allemande.
- 9 juillet - 1er août : retrait du front et repos dans la région de Villers-Cotterêts, puis dans celle d'Estrées-Saint-Denis.

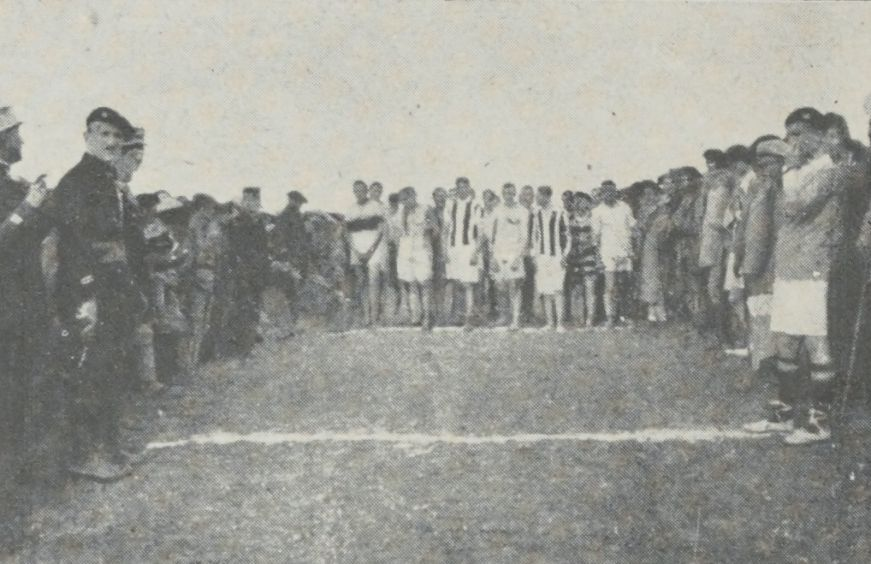
Fête sportive de la le 12/8/1917.

- 1er août - 31 octobre : mouvement vers le front, par Montigny-Lengrain. À partir du 13 août, occupation d'un secteur vers Vauxaillon et Quincy-Basse. Engagée, les 23 et 27 octobre, dans la Bataille de la Malmaison ; puis organisation des positions conquises, vers Quincy-Basse et le bois de Mortier.

- 31 octobre - 20 novembre : retrait du front ; repos vers Soissons. Mouvement, partie par étapes, partie par camions, vers la région de Lagny ; repos et instruction.
- 20 - 28 novembre : transport partie par camions, partie par voie ferrée dans la région de Péronne ; préparatifs en vue de l'exploitation de l'offensive britannique sur Cambrai.
- 28 novembre - 29 décembre : transport par camions vers Estrées-Saint-Denis ; repos et instruction. À partir du 3 décembre, transport par camions à l'est de Péronne ; à partir du 16 décembre, travaux près de Beauvois.

- 29 décembre 1917 - 17 janvier 1918 : transport par voie ferrée de la région Nesle, Ham, vers celle de Mailly-le-Camp ; instruction.

### 1918
- 17 janvier - 28 mars : transport par voie ferrée à Villersexel ; repos. À partir du 30 janvier, mouvement par étapes vers l'est de Belfort. À partir du 4 février, travaux dans la région de Belfort.
- 28 mars - 5 mai : mouvement vers Belfort ; à partir du 31 mars, transport par voie ferrée vers Persan-Beaumont ; repos et instruction. À partir du 12 avril, transport par camions dans la région de Ferrières. À partir du 15 avril, mouvement vers Doullens ; stationnement vers Pommera (quelques éléments engagés en soutien d'éléments britanniques). À partir du 28 avril, transport par camions vers Saint-Omer, et mouvement sur Steenvoorde.

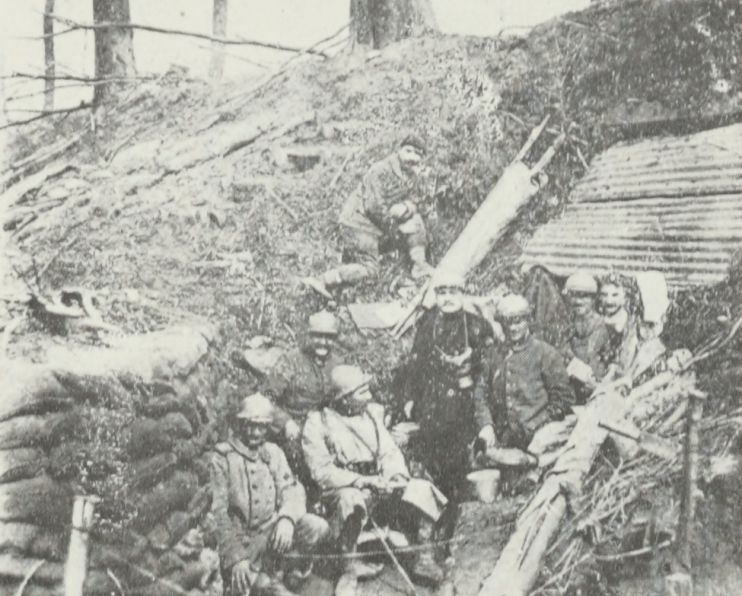
Poste de secours du sur la route de Locre (Flandre) en mai 1918.

- 5 - 23 mai : engagée dans la 3e Bataille des Flandres, vers la Clytte et le Scherpenberg : 20 mai, attaque et enlèvement des positions allemandes.
- 23 mai - 9 juin : retrait du front ; repos vers Rosendaël. À partir du 4 juin, transport par voie ferrée de Dunkerque vers Breteuil ; repos et instruction. Au début de juin, mouvement vers Saint-Just-en-Chaussée.
- 9 juin - 5 septembre : engagée dans la Bataille du Matz :

11 juin : attaque sur le front Courcelles-Epayelles, Méry, puis organisation et occupation d'un secteur vers le nord de Belloy et Courcelles-Épayelles.
10 août : attaque française.
17 août : engagée dans la 2e Bataille de Noyon (3e Bataille de Picardie), puis, à partir du 28 août dans la poussée vers la position Hindenburg : progression vers Guiscard ; combats très violents vers les bois des Loges et vers Campagne.
- 5 - 12 septembre : retrait du front : regroupement vers Rimbercourt. À partir du 7 septembre, transport par voie ferrée, d'Estrées-Saint-Denis, au sud de Lunéville ; repos dans cette région.

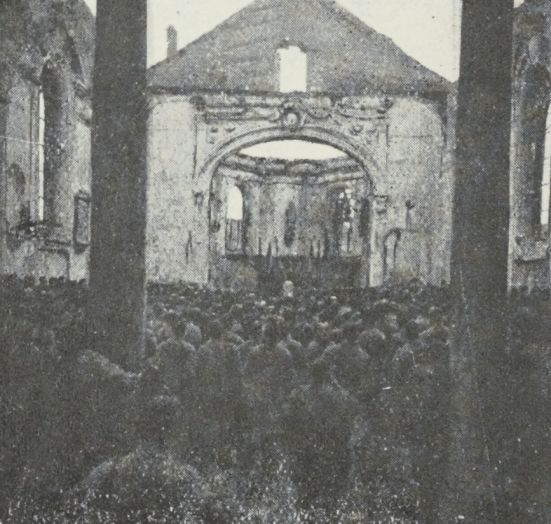
Te Deum solennel dans l'église incendiée d'Einville le 11 novembre 1918.

- 12 septembre - 11 novembre : occupation d'un secteur entre le Sânon et Bezange-la-Grande ; préparatifs d'offensive.

### 1919
Entrée en Lorraine puis en Allemagne.

## Rattachements

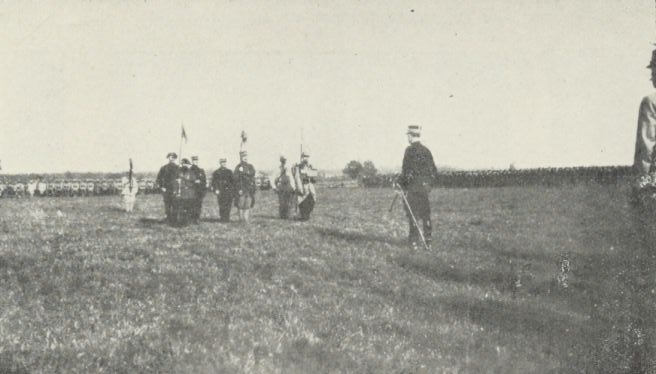
Le général Gérard, commandant le détachement d'armée de Lorraine, passe en revue la division et décore le fanion du le 17/9/1915.

Affectation organique :
- isolée de juin 1915 à juin 1917
- 32e corps d'armée de juin 1917 à novembre 1918

Affectation par armée :
- 1re armée

10 juillet – 26 octobre 1916
31 mai – 11 juin 1917
4 – 10 juin 1918
- 2e armée

6 juin – 10 juillet 1916
- 3e armée

17 juillet – 3 août 1917
3 – 29 décembre 1917
10 juin – 8 septembre 1918
- 4e armée

26 septembre – 26 octobre 1915
29 décembre 1917 – 17 janvier 1918
- 5e armée

31 mars – 10 avril 1918
- 6e armée

20 – 24 novembre 1916
3 août – 20 novembre 1917
28 novembre – 3 décembre 1917
- 7e armée

15 juin – 26 août 1915
26 octobre 1915 – 24 février 1916
13 janvier – 31 mai 1917
11 juin – 17 juillet 1917
17 janvier – 31 mars 1918
- 8e armée

8 septembre – 11 novembre 1918
- 10e armée

24 novembre 1916 – 13 janvier 1917
10 – 30 avril 1918
- Détachement d'armée du Nord

30 avril – 4 juin 1918
- Détachement d'armée de Lorraine

26 août – 26 septembre 1915
24 février – 6 juin 1916
26 octobre – 20 novembre 1916
- Grand Quartier général

20 – 28 novembre 1917